# Matthew Maher
Matthew Maher, född 5 oktober 1971 i Arkabutla i Mississippi, är en amerikansk skådespelare.
Maher har bland annat medverkat i TV-serierna Hello Tomorrow! och Our Flag Means Death. Han har även medverkat i filmen Captain Marvel.

## Filmografi i urval
- 2014 – While We're Young
- 2019 – Captain Marvel
- 2022 – Our Flag Means Death (TV-serie)
- 2023 – Hello Tomorrow! (TV-serie)
- 2024 – Relay
- 2025 – The Bride
- 2025 – The Mastermind